# 天星航空
天星航空是一家以泰國普吉國際機場為基地的航空公司，由泰國和韓國投資者合資，主要經營國際航線，註冊資本為4億泰銖。天星航空初期機隊是從聯合航空租借數架波音767來營運。

## 機隊
- 4架波音767-200